# 蕭颯
蕭颯（1953年3月4日—），原名蕭慶餘，台灣小說家，曾經擔任小學老師。她的一些作品有拍成電影，如《我兒漢生》（1979年聯合報文學獎短篇小說獎第二獎）、《霞飛之家》（1980年聯合報文學獎中篇小說獎，電影《我這樣過了一生》的原著）、《小鎮醫生的愛情》（改編為同名電影）、《唯良的愛》（改編為電影《我的愛》），她也參與多部電影的編劇。一般來說，她的作品被歸於台灣女性文學。

## 婚姻
除了文學之外，蕭颯與導演前夫張毅的婚變過程，也是1980年代中期台灣相當具有話題的社會新聞。1986年10月18、19日，她於中國時報人間副刊發表《給前夫的一封信》。以公開信為體裁的文章裡面，公開道出女演員楊惠姍如何介入自己與張毅的婚姻，是為台灣女性頭一次公開離婚過程。當時1980年代中期一般輿論同情元配蕭颯，交相指責前夫與第三者楊惠姍，迫使兩人退出影壇。

## 作品

### 小說
- 《長堤》台北：臺灣商務印書館，1972年
- 《日光夜景》台北：聯經出版公司，1977年
- 《二度蜜月》台北：聯經出版公司，1978年[6]
- 《我兒漢生》台北：九歌出版社，1981年[7]
- 《霞飛之家》台北：聯合報社，1981年[8]
- 《如夢令》台北：九歌出版社，1981年[9]
- 《愛情的季節》台北：九歌出版社，1983年[10]
- 《死了一個國中女生之後》台北：洪範書店，1984年[11]
- 《少年阿辛》台北：九歌出版社，1984年[12]
- 《小鎮醫生的愛情》台北：爾雅出版社，1984年[13]
- 《唯良的愛》台北：九歌出版社，1986年[14]
- 《返鄉劄記》台北：洪範書店，1987年[15]
- 《走過從前》台北：九歌出版社，1988年[16]
- 《如何擺脫丈夫的方法》台北：爾雅出版社，1989年[17]
- 《單身薏惠》台北：九歌出版社，1993年[18]
- 《皆大歡喜》台北：洪範書店，1995年[19]
- 《逆光的臺北》台北：九歌出版社，2015年[20][21]

### 文學
- 《金瓶梅中之富商西門慶》台北：九歌出版社，1995年[22]

### 編劇
- 電影《我這樣過了一生》1985年[23]
- 電影《我兒漢生》1986年[23]
- 電影《我的愛》1986年[24]
- 電影《童黨萬歲》1989年[25]
- 動畫電影《清秀山莊》1997年[23]
- 電視劇《孤戀花》2005年[26]

## 獎項

### 聯合報文學獎
| 年份   | 獲提名   | 獎項             | 結果 |
| ------ | -------- | ---------------- | ---- |
| 1979年 | 我兒漢生 | 短篇小說獎第二獎 | 獲獎 |
| 1980年 | 霞飛之家 | 中篇小說獎       | 獲獎 |

### 中興文藝獎
| 年份   | 獲提名     | 獎項       | 結果 |
| ------ | ---------- | ---------- | ---- |
| 1983年 | 愛情的季節 | 中興文藝獎 | 獲獎 |

### 時報文學獎
| 年份   | 獲提名         | 獎項       | 結果 |
| ------ | -------------- | ---------- | ---- |
| 1984年 | 《小葉》等四篇 | 小說推薦獎 | 獲獎 |

### 金馬獎
| 年份   | 獲提名                       | 獎項                      | 結果 |
| ------ | ---------------------------- | ------------------------- | ---- |
| 1985年 | 我這樣過了一生（蕭颯、張毅） | 第22屆金馬獎 最佳改編劇本 | 獲獎 |

### 金鐘獎
| 年份   | 獲提名                 | 獎項                       | 結果 |
| ------ | ---------------------- | -------------------------- | ---- |
| 2005年 | 孤戀花（蕭颯、陳世傑） | 第40屆金鐘獎戲劇節目編劇獎 | 提名 |

## 外部連結
- 蕭颯在互联网电影资料库（IMDb）上的資料（英文）
- 蕭颯在香港影庫上的簡介
- 蕭颯在豆瓣上的资料（简体中文）
- 蕭颯在时光网上的簡介（简体中文）
- 中文電影資料庫─ 蕭颯 （页面存档备份，存于）
- 蕭颯（女） （页面存档备份，存于）. 2007台灣作家作品目錄